# Ludovic Lacay
Ludovic Lacay (Tarbes, 12 settembre 1985) è un giocatore di poker francese.

## Biografia
Ha iniziato a giocare a poker online a 19 anni, sviluppando rapidamente una passione per il gioco. Si descrive come un giocatore aggressivo che ama mettere sotto pressione i suoi avversari. Nel 2007, dopo due anni passati per costruire un bankroll, si imbarcò sul circuito internazionale ottenendo una sponsorizzazione dalla piattaforma di poker online francese Winamax.

## Maggiori risultati nei tornei live
| Torneo                      | Data                        | Buy-in          | Partecipanti | Posizione | Premio    |
| --------------------------- | --------------------------- | --------------- | ------------ | --------- | --------- |
| WPT Barcellona              | 11-16 Ottobre 2007          | 7 500 €         | 226          | 2         | 295 200 € |
| EPT Varsavia                | 15-19 Novembre 2008         | 5 400 €         | 217          | 8         | 32 843 €  |
| BPT Toulouse                | 8 Marzo 2009                | 1 500 €         | 85           | 1         | 40 000 €  |
| EPT-Grand Final             | 28 Aprile - 3 Maggio 2009   | 10 000 €        | 935          | 21        | 52 000 €  |
| Main Event WSOP             | 3 Luglio - 10 Novembre 2009 | 10 000 $        | 6494         | 16        | 500 557 $ |
| WPT Marrakech               | 16-18 Ottobre 2009          | 4 500 $         | 416          | 3         | 242 833 $ |
| WSOP Heads Up Championship  | 18-20 Giugno 2010           | 10 000 $        | 256          | 8         | 94 956 $  |
| WSOP PLO Championship       | 01-3 Luglio 2010            | 10 000 $        | 346          | 4         | 262 208 $ |
| Finale Partouche Poker Tour | 12-17 Settembre 2011        | 8 500 €         | 579          | 11        | 70 000 €  |
| EPT San Remo                | 5-11 Ottobre 2012           | 5 000 € + 300 € | 797          | 1         | 744 910 € |

Al 2015 le sue vincite nei tornei live superano i $3,251,595, di cui $1,090,993 grazie ai piazzamenti a premio alle WSOP.